# Orange (Virginia)
Orange település az Amerikai Egyesült Államok Virginia államában, Orange megyében, melynek megyeszékhelye is. Lakosainak száma 4880 fő (2020. április 1.).

## Népesség
A település népességének változása:

| 2010 | 4 721 |
| 2020 | 4 880 |